# Tayong Dalawa
Tayong Dalawa es una telenovela filipina producida por Dreamscape y transmitida por ABS-CBN en 2009.
Protagonizada por Kim Chiu, Gerald Anderson y Jake Cuenca, con las participaciones antagónicas de Coco Martin, Agot Isidro y Alessandra de Rossi.

## Elenco
- Kim Chiu – Audrey King-Garcia
- Gerald Anderson – David "JR" D. Garcia, Jr.
- Jake Cuenca – David "Dave" M. Garcia, Jr.
- Coco Martin – Ramon D. Lecumberri
- Gina Pareño – Rita "Lola Gets" Dionisio
- Helen Gamboa – Elizabeth "Mamita" Martinez
- Anita Linda – Lilian "Lily" King
- Cherry Pie Picache – Marlene Dionisio-Garcia
- Agot Isidro – Ingrid Martinez-Garcia / Ingrid Martinez-Cardenas
- Mylene Dizon – Loretta Dominguez-King
- Alessandra de Rossi – Greta Romano
- Jodi Sta. Maria – Angela Dominguez
- Spanky Manikan – Stanley King, Sr.
- Miguel Faustmann – David Garcia, Sr.
- Jiro Manio – Stanley "Stan" King III
- Baron Geisler – Leo Cardenas